# (33938) 2000 LT33
2000 LT33 (asteroide 33938) é um asteroide da cintura principal. Possui uma excentricidade de 0.18141960 e uma inclinação de 6.75392º.
Este asteroide foi descoberto no dia 4 de junho de 2000 por NEAT em Haleakala.